# Saut en longueur masculin aux championnats du monde d'athlétisme 1983
Navigation
Rome 1987
L'épreuve du saut en longueur masculin des championnats du monde d'athlétisme 1983 s'est déroulée les 9 et 10 août 1983 dans le Stade olympique d'Helsinki, en Finlande. Elle est remportée par l'Américain Carl Lewis avec la marque de 8,55 m.

## Résultats

### Finale
| Rang               | Athlète           | Pays             | Essais | Essais | Essais | Essais | Essais | Essais | Marque | Notes |
| Rang               | Athlète           | Pays             | 1      | 2      | 3      | 4      | 5      | 6      | Marque | Notes |
| ------------------ | ----------------- | ---------------- | ------ | ------ | ------ | ------ | ------ | ------ | ------ | ----- |
| Médaille d'or      | Carl Lewis        | États-Unis       | 8.55   | —      | 8.42   | —      | —      | —      | 8.55 m | CR    |
| Médaille d'argent  | Jason Grimes      | États-Unis       | 8.29   | X      | 8.23   | 8.29   | X      | 8.17   | 8.29 m |       |
| Médaille de bronze | Mike Conley       | États-Unis       | X      | 8.06   | X      | 8.12   | 8.12   | X      | 8.12 m |       |
| 4                  | László Szalma     | Hongrie          | X      | 7.93   | X      | 8.09   | 8.08   | 8.12   | 8.12 m |       |
| 5                  | Nenad Stekić      | Yougoslavie      | 7.80   | 5.54   | 7.94   | 5.99   | 7.76   | 8.09   | 8.09 m |       |
| 6                  | Gary Honey        | Australie        | 7.86   | 7.93   | 8.06   | X      | 7.94   | 7.96   | 8.06 m |       |
| 7                  | Antonio Corgos    | Espagne          | 7.94   | 7.79   | 7.92   | 7.91   | 8.06   | X      | 8.06 m |       |
| 8                  | Yusuf Alli        | Nigeria          | 7.89   | X      | 7.89   | 7.85   | 7.89   | 7.74   | 7.89 m |       |
| 9                  | Gheorghe Cojocaru | Roumanie         | 7.81   | 7.88   | 7.70   |        |        |        | 7.88 m |       |
| 10                 | Jan Leitner       | Tchécoslovaquie  | 7.64   | 7.84   | 7.80   |        |        |        | 7.84 m |       |
| 11                 | Oganes Stepanyan  | Union soviétique | 7.74   | X      | 7.59   |        |        |        | 7.74 m |       |
| 12                 | Atanas Atanasov   | Bulgarie         | 7.52   | 7.69   | 7.54   |        |        |        | 7.69 m |       |
| 13                 | Lee Mu-Tsai       | Taipei chinois   | 7.57   | 6.89   | 7.09   |        |        |        | 7.57 m |       |

### Qualifications

#### Groupe A
| Rang | Général | Athlète                    | Essais | Essais | Essais | Marque | Notes |
| Rang | Général | Athlète                    | 1      | 2      | 3      | Marque | Notes |
| ---- | ------- | -------------------------- | ------ | ------ | ------ | ------ | ----- |
| 1    | 2       | Jason Grimes (USA)         | 8.29   | —      | —      | 8.29 m |       |
| 2    | 3       | Gary Honey (AUS)           | X      | 8.12   | —      | 8.12 m |       |
| 3    | 5       | Antonio Corgos (ESP)       | 7.32   | X      | 8.05   | 8.05 m |       |
| 4    | 6       | Oganes Stepanyan (URS)     | 7.82   | 7.88   | 8.01   | 8.01 m |       |
| 5    | 8       | Atanas Atanasov (BUL)      | 7.96   | —      | —      | 7.96 m |       |
| 6    | 11      | Mike Conley (USA)          | 7.88   | 7.89   | 7.90   | 7.90 m |       |
| 7    | 12      | Nenad Stekić (YUG)         | 7.88   | 7.88   | 7.64   | 7.88 m |       |
| 8    | 13      | Lee Mu-tsai (TPE)          | 7.44   | 7.51   | 7.88   | 7.88 m |       |
| 9    | 15      | Lester Benjamin (ATG)      | 7.81   | 7.78   | 7.41   | 7.81 m |       |
| 10   | 17      | Stephen Walsh (NZL)        | X      | X      | 7.75   | 7.75 m |       |
| 11   | 18      | Gyula Pálóczi (HUN)        | 7.42   | 7.70   | 7.40   | 7.70 m |       |
| 12   | 19      | Giovanni Evangelisti (ITA) | X      | 7.70   | X      | 7.70 m |       |
| 13   | 26      | Chan Ka-chiu (HKG)         | X      | X      | 7.31   | 7.31 m |       |
| 14   | 27      | Bilanday Bodjona (TOG)     | 7.15   | 6.91   | 6.82   | 7.15 m |       |
| —    | —       | Steve Hanna (BAH)          |        |        |        | DNS    |       |
| —    | —       | Ian James (CAN)            |        |        |        | DNS    |       |
| —    | —       | Vlastimil Mařinec (TCH)    |        |        |        | DNS    |       |

#### Groupe B
| Rang | Général | Athlète                          | Essais | Essais | Essais | Marque | Notes |
| Rang | Général | Athlète                          | 1      | 2      | 3      | Marque | Notes |
| ---- | ------- | -------------------------------- | ------ | ------ | ------ | ------ | ----- |
| 1    | 1       | Carl Lewis (USA)                 | 8.37   | —      | —      | 8.37 m |       |
| 2    | 4       | Yusuf Alli (NGA)                 | 8.11   | —      | —      | 8.11 m |       |
| 3    | 7       | László Szalma (HUN)              | 7.97   | —      | —      | 7.97 m |       |
| 4    | 9       | Gheorghe Cojocaru (ROU)          | 7.92   | —      | —      | 7.92 m |       |
| 5    | 10      | Jan Leitner (TCH)                | 7.90   | —      | —      | 7.90 m |       |
| 6    | 14      | Sergey Rodin (URS)               | 6.95   | X      | 7.87   | 7.87 m |       |
| 7    | 16      | Liu Yuhuang (CHN)                | X      | X      | 7.77   | 7.77 m |       |
| 8    | 20      | Joey Wells (BAH)                 | 6.44   | 7.69   | X      | 7.69 m |       |
| 9    | 21      | René Gloor (SUI)                 | X      | 7.68   | X      | 7.68 m |       |
| 10   | 22      | Jarmo Karna (FIN)                | 7.56   | 7.54   | X      | 7.56 m |       |
| 11   | 23      | Marco Piochi (ITA)               | 7.29   | 7.42   | 7.52   | 7.52 m |       |
| 12   | 24      | Björn Johansson (SWE)            | 5.78   | 7.51   | 6.96   | 7.51 m |       |
| 13   | 25      | Wilfredo Almonte (DOM)           | 7.38   | X      | 7.21   | 7.38 m |       |
| 14   | 28      | Laoui Adnan Abou (JOR)           | X      | 7.06   | 7.12   | 7.12 m |       |
| 15   | 29      | Mohamed Abdulla Abdelaslam (LBA) | X      | 6.76   | 6.54   | 6.76 m |       |
| 16   | 30      | Said Al-Marhubi (OMA)            | X      | 6.20   | 5.80   | 6.20 m |       |
| —    | —       | Atanas Chochev (BUL)             | X      | X      | X      | NM     |       |

## Légende
Records et Performances
- AR : Record continental (area record)
- CR : Record des championnats (championship record)
- MR : Record du meeting (meet record)
- NR : Record national (national record)
- OR : Record olympique (olympic record)
- PR : Record paralympique (paralympic record)
- PB : Record personnel (personal best)
- SB : Meilleure performance personnelle de la saison (season's best)
- WL : Meilleure performance mondiale de l'année (world leader)
- WJR : Record du monde junior (world junior record)
- WR : Record du monde (world record)

Circonstances et Conditions
- DNF : N'a pas terminé (did not finish)
- DNS : N'a pas pris le départ (did not start)
- DQ : Disqualification (disqualification)
- NM : Aucun essai valable enregistré (No Mark)
- Q : Qualifié « directement » au prochain tour (ou à la prochaine compétition), lors d'une compétition majeure, grâce au classement ou à la réalisation des minima (automatic qualifier)
- q : Qualifié au prochain tour (ou à la prochaine compétition), lors d'une compétition majeure, grâce au repêchage ou à la réalisation de l'une des meilleures performances parmi celles des « non qualifiés directement » (grâce au meilleur temps ou à la meilleure distance par exemple) (secondary qualifier)